# أوتو أندرسون
أوتو أندرسون (بالسويدية: Otto Andersson)‏ (7 مايو 1910 - 8 نوفمبر 1977) لاعب كرة قدم سويدي راحل كان يجيد اللعب في خط الدفاع.
لعب طوال مسيرته الرياضية في نادي أورغريتي (1931-1937).
مثل منتخب السويد في 3 مباريات (1933-1936). شارك مع منتخب السويد في بطولة كأس العالم 1934 في إيطاليا حيث خرج من الدور الربع النهائي.

## وصلات خارجية
- أوتو أندرسون على موقع الاتحاد الدولي (مؤرشف)  (الإنجليزية)
- أوتو أندرسون على موقع اتحاد السويد (السويدية)
- أوتو أندرسون على موقع قاعدة بيانات كرة القدم.إي يو (الإنجليزية)
- أوتو أندرسون على موقع ناشيونال فوتبول تيمز (الإنجليزية)
- أوتو أندرسون على موقع عالم كرة القدم.نت (الإنجليزية)
- أوتو أندرسون على موقع أوليمبيديا (الإنجليزية)
- أوتو أندرسون على موقع اللجنة الأولمبية السويدية (السويدية)
- سيرة ذاتية